# Manterinbach
Der Manterinbach, am Unterlauf ab Lenting Lentinger Bach genannt, ist ein rechter Zufluss des Köschinger Bachs im oberbayerischen Landkreis Eichstätt. Der Bach mündet nach einem 8 km langen Lauf beständig nach Südosten kurz vor dem Markt Köschinger Weiler Desching in den Köschinger Bach. 

## Geographie
Der Manterinbach entspringt zwischen dem Weiler Rackertshofen von Markt Gaimersheim im Westen und dem namengebenden Pfarrdorf der Gemeinde Wettstetten an einer kleinen Waldinsel schon auf Wettstettener Gemarkung in einer Höhe von etwa 399 m ü. NHN. Auf seinem Lauf konstant nach Südosten durchquert der Bach nach ca. 0,8 km den Ort Wettstetten. Weiter abwärts wird der Bach von der Kreisstraße EI 43 gekreuzt und wechselt dann aufs Gebiet der Gemeinde Lenting. Er durchfließt auch dessen namengebendes Pfarrdorf, das weit überwiegend linksseits liegt. Von dort an heißt der Bach Lentinger Bach. Er fließt gleich nach dem Ortsende unter der A 9 hindurch und tritt über aufs Gebiet von Markt Kösching. Dort mündet er wenig oberhalb von dessen Weiler Desching von rechts und auf etwa 372 m ü. NHN in den Köschinger Bach. Der Köschinger Bach ist oberhalb des  Manterinbachs kürzer und hat ein kleineres Teileinzugsgebiet als dieser. 
Zwischen Wettstetten und Lenting liegen einige Teiche am Bach und auch weiter entfernt davon. Dieser hat, außer wenigen namenlosen Entwässerungsgräben vor allem nach Lenting, keine Zuflüsse.
Unterhalb von Lenting im sogenannten Moos, einer weiten Talebene, wurde der Bach begradigt und verlegt, weshalb heute der Siedlungsplatz Lentinger Mühle einiges vom Lauf entfernt liegt.

## Einzugsgebiet
Das Einzugsgebiet des über den Köschinger Bach und die Donau zum Schwarzen Meer entwässernden Manterinbachs umfasst 34,91 km². Es erstreckt sich oberhalb der Bachquelle gewässerlos weit nach Westnordwesten bis Hitzhofen und nach Nordnordosten bis nach Appertshofen in der Gemeinde Stammham. Westlich dieses Ortes liegt der höchste Punkt auf dem 519 m ü. NHN hohen Gipfel des Eichelbergs. 
Das Einzugsgebiet grenzt an die folgender Nachbargewässer:
- im Norden an das des Schambachs und dann kurz auch des Birktalbachs, zweier Zuflüsse der Altmühl bei Arnsberg und Kipfenberg;
- im Nordosten an das des Kelsbachs, der bei Pförring in einen Altlauf der Donau mündet;
- im Osten liegt unmittelbares Einzugsgebiet des aufnehmenden Köschinger Bachs, der donaunah in den Mailinger Bach mündet, ebenfalls rin Zufluss der Donau;
- im Westsüdwesten verläuft die Wasserscheide gegen andere Zuflüsse des Mailinger Bachs, die in diesen meist über den Retzgraben entwässern;
- Jenseits der nur kurzen Wasserscheide im Westen führt die Pfünz den Abfluss der anderen Seite wieder zur Altmühl.

Das ganze Gebiet gehört naturräumlich zur Südliche Frankenalb. Der Gewässerlauf liegt in deren Unterraum Köschinger Molassealb, während die höheren Gebietsanteile im Norden und Westen Anteo an deren Unterräumen Kaisheimer Alb, Adelschlager Hochfläche und Nassenfelser Molassealb haben. Wegen der Verkarstung gibt es dort keine beständigen Wasserläufe.

## Orte am Manterinbach
Ortschaften am Lauf mit ihren Zugehörigkeiten. Nur die Namen tiefster Schachtelungsstufe bezeichnen Siedlungsanrainer.
Landkreis Eichstätt
- Gemeinde Wettstetten
  - Wettstetten (Pfarrdorf)
- Gemeinde Lenting
  - Lenting (Pfarrdorf, überwiegend links)
  - Lentinger Mühle (Einöde, mit etwas Abstand links)
- Markt Kösching
  - Desching (Weiler, mündungsnah)

### BayernAtlas („BA“)
Amtliche Topographische Karte mit passendem Ausschnitt und den hier benutzten Layern: Lauf und Einzugsgebiet des Manterinbach

Allgemeiner Einstieg ohne Voreinstellungen und Layer: BayernAtlas der Bayerischen Staatsregierung (Hinweise)
1. 1 2 3  Höhe abgefragt auf dem Hintergrundlayer Amtliche Karte (Rechtsklick).
2. ↑  Zum ftüheren Lauf siehe den Layer Historische Karte.

### Gewässerverzeichnis Bayern („GV“)
1. ↑  Länge nach: Verzeichnis der Bach- und Flussgebiete in Bayern – Flussgebiet Lech bis Naab, Seite 34 des Bayerischen Landesamtes für Umwelt, Stand 2016 (PDF; 2,9 MB) (Seitenzahl kann sich ändern.)
2. ↑  Länge nach: Verzeichnis der Bach- und Flussgebiete in Bayern – Flussgebiet Lech bis Naab, Seite 34 des Bayerischen Landesamtes für Umwelt, Stand 2016 (PDF; 2,9 MB) (Seitenzahl kann sich ändern.)